# 印度明對蝦
印度明對蝦（Fenneropenaeus indicus）是明對蝦屬下的一種蝦。它原屬對蝦屬，稱印度對蝦（Penaeus indicus）。 這種蝦分佈于印度洋-西太平洋海域，如非洲東部、印度、馬來西亞、印尼、中國南部及澳大利亞北部海域。成年個體長度約22（8.7英寸），生活在水深90米（300英尺）以上的海床上。它是一種較為常見的食用蝦，中國、印度、印尼、越南和泰國都有捕撈印度明對蝦，此外在印度等一些國家也有印度明對蝦養殖場。這種蝦有時亦稱印度白蝦、印度蝦、香蕉蝦，但這些俗名通常會和其他種類的蝦如墨吉明对虾混淆。